# Калијан-Домбивали
Калијан-Домбивали је град у Индији у држави Махараштра. Према незваничним резултатима пописа 2011. у граду је живело 1.246.381 становника.

## Становништво
Према незваничним резултатима пописа, у граду је 2011. живело 1.246.381 становника.
| 1991.     | 2001.     | 2011.     |
| --------- | --------- | --------- |
| 1.014.557 | 1.193.512 | 1.246.381 |